# Dukuh Tengah (Ketanggungan)
Dukuh Tengah is een bestuurslaag in het regentschap Brebes van de provincie Midden-Java, Indonesië. Dukuh Tengah telt 10.313 inwoners (volkstelling 2010).